# 滋贺大学经济短期大学部
滋贺大学经济短期大学部（日语：／ Shiga Daigaku Keizai Tankidaigakubu *），简称滋大经短，是過看一所位于日本滋贺县彦根市的国立短期大学。

## 概要

### 简介
- 短期大学成立于1953年[1]、由滋贺大学。招生到于1993年[2]、停办于1998年[1]。

### 历史
- 1953年 滋贺大学经济短期大学部成立并同时设置工商管理学科[1][2]。
- 1967年 工商管理学科分离为经营管理专攻和经营信息处理专攻[2]。
- 1993年 招生最后[2]。
- 1998年 今年3月31日停办[1][2]。

## 学校环境
- 校区：在了滋贺县彦根市

## 历任校长
- 大畑文七：第一代短期大学校长[3]。
- 加藤干太：最后短期大学校长[4]。

## 组织

### 学科
- 工商管理学科[注 2]
  - 经营管理专攻　
  - 经营信息处理专攻

### 专科
| - 没有 |

### 业余课程
| - 没有 |

## 相关链接
- 日本短期大学列表
- 滋贺大学